# Эскерра, Мигель
Гонсало Мигель Эскерра Санчес (10 января 1913, Канфранк, Арагон — 29 октября 1984, Мадрид) — Испанский военный, участник Гражданской войны в Испании и Второй мировой войны.

## Биография
Гонсало Мигель Эскерра Санчес родился 10 января 1913 года в Канфранке в Испании, был сыном городского мельника. Эскерра был фалангистом и с энтузиазмом записался на военную службу на стороне националистов после военного переворота 18 июля 1936 года. Он сражался на фронтах Арагона, Мадрида, Эстремадуры и Теруэля, в 7-м "Бандера де Кастилия" и в 6-м пехотном полку Гранады. Он был ранен в боях около Уэски и произведен в "временные младшие лейтенанты" (alferez provisional) и закончил войну в звании временного первого лейтенанта. Он получил несколько медалей за доблесть. После окончания войны он был демобилизован и работал провинциальным руководителем профсоюза "Обра Синдикал де Артесания". Он женился на Консуэло Рейносо, и у них родились две дочери.
Услышав новость о начале Второй мировой войны, он немедленно посетил посольство Германии в Мадриде, предложив поступить на службу на немецкую сторону. Его восторженное предложение было принято к сведению, но тактично отклонено. Позже, когда Испания решила послать добровольцев для оказания помощи немцам на Восточном фронте, он записался в Голубую дивизию. Голубая дивизия была отправлена в блокадный Ленинград, где она в конечном итоге участвовала в Красноборской операции.
Позже, после того, как 2 апреля 1944 года Голубая дивизия была репатриирована в Испанию, он был полон решимости продолжать сражаться. Он тайно пересек границу Франции в апреле 1944 года, чтобы поступить на службу в Вермахт, и в конце концов его перевели в Ваффен-СС.
В составе 11-й добровольческой моторизованной дивизии СС «Нордланд» и в звании гауптштурмфюрера Мигель Эскерра сражался при защите города Штеттин на реке Одер. С апреля по май 1945 года Эскерра находился в Берлине, возглавляя три роты испанских добровольцев, защищавших город от наступающих советских войск. Эскерра присоединился к остаткам дивизия «Шарлемань» и Фольксштурму и сражался в центральном районе Рейхстага, будучи одним из последних защитников бункера Адольфа Гитлера. Он ненадолго попал в плен к советским войскам, но был освобожден, и после различных заключениях по Западной Европе, где он выдавал себя за гражданина Аргентины, Эскерра вернулся на родину.
Мигель Эскерра был автором книги Berlín, a vida o muerte ("Берлин, жизнь или смерть"). О его дальнейшей жизни известно мало. Принято считать, что он был одним из самых заметных испанских комбатантов Второй мировой войны. Утверждалось, что он получил несколько орденов и премий, включая Рыцарский крест Железного креста и имел немецкое гражданство, предоставленное ему лично Гитлером, но веских доказательств этим утверждениям нет.
Некоторые историки, такие как Кеннет У. Эстес, ставят под сомнение утверждения самого Эскерры, поскольку так и не было найдено никаких доказательств, подтверждающих его заявления о роли, которую он сыграл. Хотя никто не отрицает, что он присутствовал в Германии и что там было какое-то подразделение, носящее его имя, его реальное звание и участие в некоторых событиях могут быть подвергнуты сомнению.
Эскерра, например, утверждает, что был произведен в устной форме с лейтенанта до подполковника в период между его прибытием в Стаблак в 1944 году и последним боем в Берлине. В течение этого времени он предположительно служил в армейском подразделении специальных операций "Бранденбургеры", сначала сражаясь с маки в Париже и за его пределами, а затем со своим подразделением испанских коммандос, сражаясь в тылу американских войск в битве при Арденнах. Он утверждал, что имел личный контакт с Гитлером, который устно (разумеется) наградил его Рыцарским крестом; Гиммлером, Геббельсом и Бергером; и что видел Мартина Бормана и Аксмана. В последние дни войны его "Подразделение Эскерра", ныне включенное в состав Ваффен—СС (хотя все его устные повышения исходили от армейских офицеров), состояло из трех рот испанцев, нескольких "Дорио Милисе" [так в оригинале] и еще нескольких испанцев из Валлонской дивизии.
С 1995 года останки Эскерры покоятся рядом с останками его товарищей в склепе Голубой дивизии на кладбище Альмудена (3-е плато, зона А) в Мадриде.